# Centroina
Genre
Synonymes
- Centrina Platnick, 2000 nec Cuvier, 1817

Centroina est un genre d'araignées aranéomorphes de la famille des Lamponidae.

## Distribution
Les espèces de ce genre sont endémiques d'Australie.

## Liste des espèces
Selon World Spider Catalog (version 17.5, 24/10/2016) :
- Centroina blundells (Platnick, 2000)
- Centroina bondi (Platnick, 2000)
- Centroina dorrigo (Platnick, 2000)
- Centroina enfield (Platnick, 2000)
- Centroina keira (Platnick, 2000)
- Centroina kota (Platnick, 2000)
- Centroina lewis (Platnick, 2000)
- Centroina macedon (Platnick, 2000)
- Centroina sawpit (Platnick, 2000)
- Centroina sherbrook (Platnick, 2000)
- Centroina whian (Platnick, 2000)

## Publications originales
- Platnick, 2002 : A revision of the Australasian ground spiders of the families Ammoxenidae, Cithaeronidae, Gallieniellidae, and Trochanteriidae (Araneae: Gnaphosoidea). Bulletin of the American Museum of Natural History, no 271, p. 1-243 (texte intégral).
- Platnick, 2000 : A relimitation and revision of the Australasian ground spider family Lamponidae (Araneae: Gnaphosoidea). Bulletin of the American Museum of Natural History, no 245, p. 1-330 (texte intégral).